# Tuti lúzerek
A Tuti lúzerek (eredeti cím: The Comebacks) 2007-ben bemutatott amerikaifilmvígjáték, melyet Andy Fickman rendezett. A főbb szerepekben David Koechner, Melora Hardin, Carl Weathers, Brooke Nevin, Jesse Garcia, Matthew Lawrence és Nick Searcy látható.
Az Amerikai Egyesült Államokban 2007. október 19-én mutatták be a mozikban.

## Cselekmény
Lambeau Fields a világ egyik legrosszabb amerikaifutball-edzőjének számít. Bár a visszavonulást fontolgatja, mégis elvállalja a texasi Heartland Egyetem csapatának edzését. A sporthoz szintén tehetségtelen tagokból álló csapatot Fields nem szokványos edzésmódszerekkel igyekszik felkészíteni a bajnokságra.

## Szereplők
| Szerep                | Színész           | Magyar hang      |
| --------------------- | ----------------- | ---------------- |
| Lambeau 'Edző' Fields | David Koechner    | Magyar Attila    |
| Freddie Wiseman       | Carl Weathers     | Gergely Róbert   |
| Barb Fields           | Melora Hardin     | Zakariás Éva     |
| Lance Truman          | Matthew Lawrence  | Kossuth Gábor    |
| Michelle Fields       | Brooke Nevin      | Sánta Annamária  |
| Mr. Truman            | Nick Searcy       | Berzsenyi Zoltán |
| Jócimbi John          | George Back       | Előd Botond      |
| Jizminder Featherfoot | Noureen DeWulf    | Szabó Zselyke    |
| Jorge Juanson         | Jesse Garcia      | Pálmai Szabolcs  |
| Trotter               | Jackie Long       | Stern Dániel     |
| Aseel Tare            | Robert Ri'chard   | Szvetlov Balázs  |
| Randy Randinger       | Martin Spanjers   | Szalay Csongor   |
| IPod                  | Jermaine Williams | Berkes Bence     |
| Emily                 | Shannon Woodward  | Simonyi Piroska  |
| Brittany              | Lindsay Gareth    | Dögei Éva        |
| A Titánok edzője      | Finesse Mitchell  |                  |
| Postás                | Will Arnett       |                  |
| Seriff                | Dax Shepard       |                  |
| Cowboy                | Bradley Cooper    |                  |
| Fodrász               | Jon Gries         | Juhász Zoltán    |

Cameoszerepek
| Szerep             | Színész              | Magyar hang     |
| ------------------ | -------------------- | --------------- |
| A WC-kupa bírója   | Andy Dick            |                 |
| Külföldi cserediák | Eric Christian Olsen |                 |
| Warden             | Dennis Rodman        | Albert Péter    |
| Clint              | Casey Sander         | Kajtár Róbert   |
| Vince              | Jason Widener        | Pálmai Szabolcs |
| önmaga             | Michael Irvin        | Hegedüs Miklós  |
| önmaga             | Eric Dickerson       | Varga Rókus     |
| önmaga             | Lawrence Taylor      | Albert Péter    |
| Kommentátor        | Frank Caliendo       | Kapácsy Miklós  |

## Paródiák
- Csavard be, mint Beckham
- Sorsdöntő nyár
- Kidobós: Sok flúg disznót győz
- Baseball álmok
- Talajfogás
- A cserecsapat
- Rögbi bunda
- Csontdaráló
- Rocky
- Tökéletlen idők
- Drumline
- Rookie of the Year
- Hajrá csajok!
- Minden héten háború
- Cool Runnings
- Prérifarkas Blues
- Csoda a jégen
- Emlékezz a Titánokra!
- Rádió
- Carter edző
- Mindent a győzelemért!
- Erőpróba
- Legyőzhetetlen